# 2019年—2022年波斯灣危機
2019年至今的波斯灣危機（英語：2019–present Persian Gulf crisis），也被稱為伊朗與美國的對抗和海灣危機。是美國與伊朗日益緊張局勢形成。美國開始在該地區建立軍事力量，以阻止據稱伊朗及其非國家盟國計劃襲擊波斯灣和伊拉克的美軍和利益。在此之前，兩國之間的政治緊張局勢加劇了特朗普政府，其中包括美國從聯合全面行動計劃（JCPOA）中撤出，對伊朗實施新制裁以及將伊斯蘭革命衛隊（IRGC）指定為恐怖組織。作為回應，伊朗指定美國中央司令部為恐怖組織。

## 过程
在2019年5月和6月的兩起事件中，波斯灣的幾艘商船被破壞。西方國家指責伊朗，而伊朗則否認參與。2019年6月，伊朗擊落了飛越霍爾木茲海峽的美國RQ-4A監視無人機，緊張局勢急劇加劇，幾乎導致了武裝對抗。2019年7月，伊朗的油輪在直布羅陀海峽被英國因其向敘利亞運送石油違反了歐盟制裁而被扣留。 伊朗後來在波斯灣俘獲了一艘英國的油輪及其船員。
2020年1月3日，美國在巴格達國際機場附近發動無人機攻擊，成功擊殺訪問伊拉克的伊朗革命衛隊及聖城軍指揮官卡西姆·蘇萊曼尼。1月8日，伊朗革命衛隊向伊拉克的兩個美國軍事基地發動了導彈襲擊，以報復殺害蘇萊曼尼。在確認沒有美國人員傷亡後，特朗普政府通過暫時排除直接軍事反應但宣布新制裁措施來緩解緊張局勢；同日，烏克蘭國際航空752號航班從德黑蘭伊瑪目霍梅尼國際機場起飛後被擊落，西方官員說這架飛機是由伊朗SA-15地對空導彈擊落。1月11日，伊朗軍方在一份聲明中承認，由於人為錯誤，他們錯誤地擊落了飛機。
1月底後，由於嚴重特殊傳染性肺炎的蔓延，危機緩解。
6月26日伊朗首次出现爆炸事故，德黑兰附近某军事基地发生爆炸，几小时后设拉子市一个小镇陷入黑暗。事发后外界议论纷纷，伊朗官方却表示并非军事基地发生爆炸，是一处天然气储运站发生意外。6月30日德黑兰北部一家医疗机构发生爆炸，造成19人死亡，事后伊朗当局回应称，爆炸事故是因为煤气泄露所致。7月2日伊朗纳坦兹核设施工厂突发火灾，伊朗原子能组织发言人贝赫鲁兹 ·卡迈勒万迪表示，该事故并未造成伤亡，目前该工厂仍能正常运行。7月3日设拉子小镇发生大火；7月5日伊朗阿瓦士市一座发电站发生火灾；7月10日德黑兰西部发生爆炸，同一天加尔姆达雷赫和“圣城”库姆也发生爆炸。7月20日伊朗西南部胡齐斯坦省的阿瓦士油田，突发剧烈爆炸损失惨重。
11月14日，据报道，以色列情报部门在德黑兰袭击了基地组织成员，杀死了基地组织的二号指挥官穆罕默德·马斯里，时值美国情报部门纪念美国在非洲的两个大使馆遭到炸弹袭击一周年。但消息被伊朗否认。
据《纽约时报》报道，11月16日美国总统特朗普在椭圆形办公室会议上询问有关对伊朗核基地发动导弹袭击的问题。
11月27日，伊朗官方消息证实伊朗核计划首席科学家穆赫辛·法克里扎德被刺杀。
11月30日，路透社報導，伊拉克和當地官員說，伊斯蘭革命衛隊的一名高級指揮官穆斯林·沙赫丹（Muslim Shahdan）和其他三人在伊拉克-叙利亚边界過境點附近的一次無人駕駛飛機襲擊中被殺死，但無法獨立核實這些說法。
2021年1月9日，伊朗伊斯兰革命卫队與巴斯基在波斯湾法尔斯岛附近举行了代号为“卡西姆·苏莱马尼”的军事演习，超过700艘舰艇参与了此次演习。
3月起，在红海和阿拉伯海发生多起油轮袭击事件，以色列和伊朗互相指责对方发动袭击。
7月29日，一艘由以色列商人所有公司经营的油轮在阿曼附近海域遭遇袭击，一名英国保安和一名罗马尼亚公民丧生。美国、英国和以色列此前曾将矛头指向伊朗，伊朗否认参与了此次袭击。

## 另見
- 伊朗－以色列关系
- 伊朗－美國關係

相關事件
- 伊拉克內戰 (2014年–2017年)
  - 2019－2020年伊拉克抗議
- 2019－2020年伊朗抗議
- 敘利亞內戰
  - 對伊斯蘭國的軍事打擊
  - 叙利亚内战期间伊朗对叙利亚的援助
- 也门内战 (2014年至今)

相關衝突
- 两伊战争 (1980年-1988年)
- 海湾战争 (1990年-1991年)
- 伊拉克战争 (2003年)
- 第二次冷战